# Meerssen
Meerssen (limburguès Meersje) és un municipi de la província de Limburg, al sud-est dels Països Baixos. L'1 de gener del 2009 tenia 19.625 habitants repartits sobre una superfície de 27,71 km² (dels quals 0,56 km² corresponen a aigua). Limita al nord amb Maasmechelen, Stein i Beek, a l'oest amb Lanaken, a l'est amb Nuth i al sud amb Maastricht i Valkenburg aan de Geul.

## Centres de població
| Neerlandès      | Limburguès       | Població |
| Meerssen        | Meersje          | 5.840    |
| Bunde           | Bung             | 5.790    |
| Ulestraten      | Ulesjtraote      | 2.940    |
| Geulle          | Gäöl             | 2.340    |
| Rothem          | Raotem           | 1.690    |
| Moorveld        | Mwórveld         | 510      |
| Kasen           | Kaze             | 300      |
| Geulle a/d Maas | Gäöl-aan-de-Maas | 220      |
| Raar            | Raor             | 120      |
| Weert           | Waert            | 110      |
| (Font: CBS)     |                  |          |

## Història
El Tractat de Meerssen es va signar a Meerssen el 870. El Tractat de Meerssen era un acord de la divisió de l'Imperi Carolingi pels hereus de Lluís I el Pietós, Carles II el Calb de Francia Occidentalis i Lluís el Germànic de Frància Oriental.
A mitjans del segle x l'alou de Meerssen era propietat de la reina Gerberga de Saxònia, filla del rei Enric I d'Alemanya. Va ser l'esposa de Lluís IV de França. El 968 va donar tots els seus béns a l'abadia de Sant Remigi de Reims.

## Política
El consistori municipal consta de 17 membres, format des del 2006 per:
- CDA, 6 regidors
- VVD, 5 regidors
- Partij Groot Meerssen, 4 regidors
- PvdA/GroenLinks, 2 regidors

## Agermanament
Meerssen és membre fundador de la Douzelage, un agermanament de 23 ciutats de la Unió Europea. Aquest agermanament actiu de ciutats va començar el 1991 i hi ha esdeveniments regulars, com un mercat de productes de cada un dels altres països i festivals.
| - Altea, País Valencià - Bad Kötzting, Alemanya - Bellagio, Llombardia - Bundoran, Irlanda - Chojna, Polònia - Granville, França - Holstebro, Dinamarca - Houffalize, Valònia | - Judenburg, Austria - Karkkila, Finlàndia - Kőszeg, Hongria - Marsaskala, Malta - Niederanven, Luxemburg - Oxelösund, Suècia - Prienai, Lituània | - Préveza, Grècia - Sesimbra, Portugal - Sherborne, Anglaterra - Sigulda, Letònia - Sušice, Txèquia - Türi, Estònia - Zvolen, Eslovàquia |